# Ursula Krieg
Ursula Krieg (10 de octubre de 1900 - 11 de octubre de 1984) fue una actriz teatral, cinematográfica, televisiva y de doblaje de nacionalidad alemana.

## Biografía
Nacida en Berlín, Alemania, su nombre completo era Ursula Frida Erna Auguste Krieg. Tras estudiar en el Liceo, Krieg siguió clases de actuación impartidas por Ludwig Hartau en Berlín. Debutó en el escenario en 1920 como Chrysothemis en la obra de Hugo von Hofmannsthal Elektra, representada en el Neuen Volkstheater de Berlín. Posteriormente actuó en teatros de Meiningen, Bonn, Königsberg, Hamburgo, Erfurt y en Berlín (Hebbel am Ufer, Renaissance-Theater, Teatro Schiller).
En 1937, Ursula Krieg hizo su debut cinematográfico actuando junto a René Deltgen en el film de Herbert Maisch Starke Herzen. Fue protagonista de la comedia de Heinz Rühmann Die Umwege des schönen Karl, actuó con Freddy Quinn en Freddy unter fremden Sternen, y fue dirigida por Wolfgang Staudte en el drama de posguerra Die Mörder sind unter uns y en la comedia Die seltsamen Abenteuer des Herrn Fridolin B. (con Axel von Ambesser en el papel del título). Además, fue dirigida por Wolfgang Schleif en … und wenn’s nur einer wär’ …(guion de Wolfgang Weyrauch), por Falk Harnack en Weiß gibt auf, y por Alfred Weidenmann en el drama bélico Stern von Afrika, relato sobre el piloto de guerra Hans-Joachim Marseille (interpretado por Joachim Hansen). 
Además de su faceta teatral y cinematográfica, Krieg actuó en diferentes producciones televisivas, entre ellas Direktion City.
También trabajó extensamente a partir de 1948 en el campo del doblaje, prestando su voz a actrices como Lillian Gish (La noche del cazador, The Comedians), Elsa Lanchester (Blackbeard´s Ghost), Mildred Natwick (Daisy Miller, La legión invencible y The Court Jester), Thelma Ritter (La ventana indiscreta), Ellen Corby (en la serie televisiva The Waltons), así como Marion Lorne en la sitcom Bewitched. Se hizo ampliamente conocida del público por doblar a la actriz británica Margaret Rutherford, con cuatro actuaciones como Miss Marple (Murder at the Gallop, Murder Ahoy!, Murder Most Foul, The Alphabet Murders) además de la película A Countess from Hong Kong.
Ursula Krieg falleció en Berlín, Alemania, en 1984, un día después de cumplir los 84 años de edad. Había estado casada con el crítico de arte Albert Buesche.

## Filmografía (selección)
- 1937 : Starke Herzen
- 1938 : Die Umwege des schönen Karl
- 1946 : Die Mörder sind unter uns
- 1948 : Die seltsamen Abenteuer des Herrn Fridolin B.
- 1948 : Straßenbekanntschaft
- 1949 : …und wenn’s nur einer wär’…
- 1950 : Die Treppe
- 1957 : Der Stern von Afrika
- 1958 : Madeleine und der Legionär
- 1959 : Freddy unter fremden Sternen
- 1966 : Weiß gibt auf (TV)

## Trabajo de doblaje (selección)[1]
| Actriz              | Film/ Serie                             | Papel            |
| ------------------- | --------------------------------------- | ---------------- |
| Ellen Corby         | The Waltons (serie TV)                  | Esther Walton    |
| Flora Hayes         | Blue Hawaii                             | Mrs. Maneka      |
| Georgia Caine       | Dodge City (doblaje televisivo en 1975) | Mrs. Irving      |
| Lillian Gish        | A Wedding                               | Nettie Sloan     |
| Margaret Rutherford | The Happiest Days of Your Life          | Miss Whitchurch  |
| Margaret Rutherford | Murder at the Gallop                    | Miss Jane Marple |
| Mildred Natwick     | La legión invencible                    | Abby Allshard    |
| Mildred Natwick     | Star Trek: Enterprise (serie TV)        | Griselda         |
| Stella Rho          | Ben-Hur                                 | Criada Amrah     |

## Radio
- 1966 : Blutige Erdbeeren, de Ingmar Bergman, dirección de Rudolf Noelte (BR/SWF/ORF)